# Signalrunners
«Signalrunners» — британсько-американський дует, що виконує електронну музику. Сформований 2003 року Аланом Німмо (Шотландія) та Ендрю Майклом Баєром (США).

## Дискографія
- Breathe/Recoil (2004)
- Mike Foyle vs Signalrunners — Love Theme Dusk (2005)
- 3000 Miles Away (2005)
- Backfire (2005)
- Mike Foyle Presents Statica vs. Signalrunners — Space Theme Dusk (2006)
- Corrupted (2006)
- Aria Epica (2007)
- Don't Look Back / One Last Look (2007)
- These Shoulders feat. Julie Thompson (2008)
- Electric Sheep (2008)
- Meet Me In Montauk (2008)